# 일곱 대천사

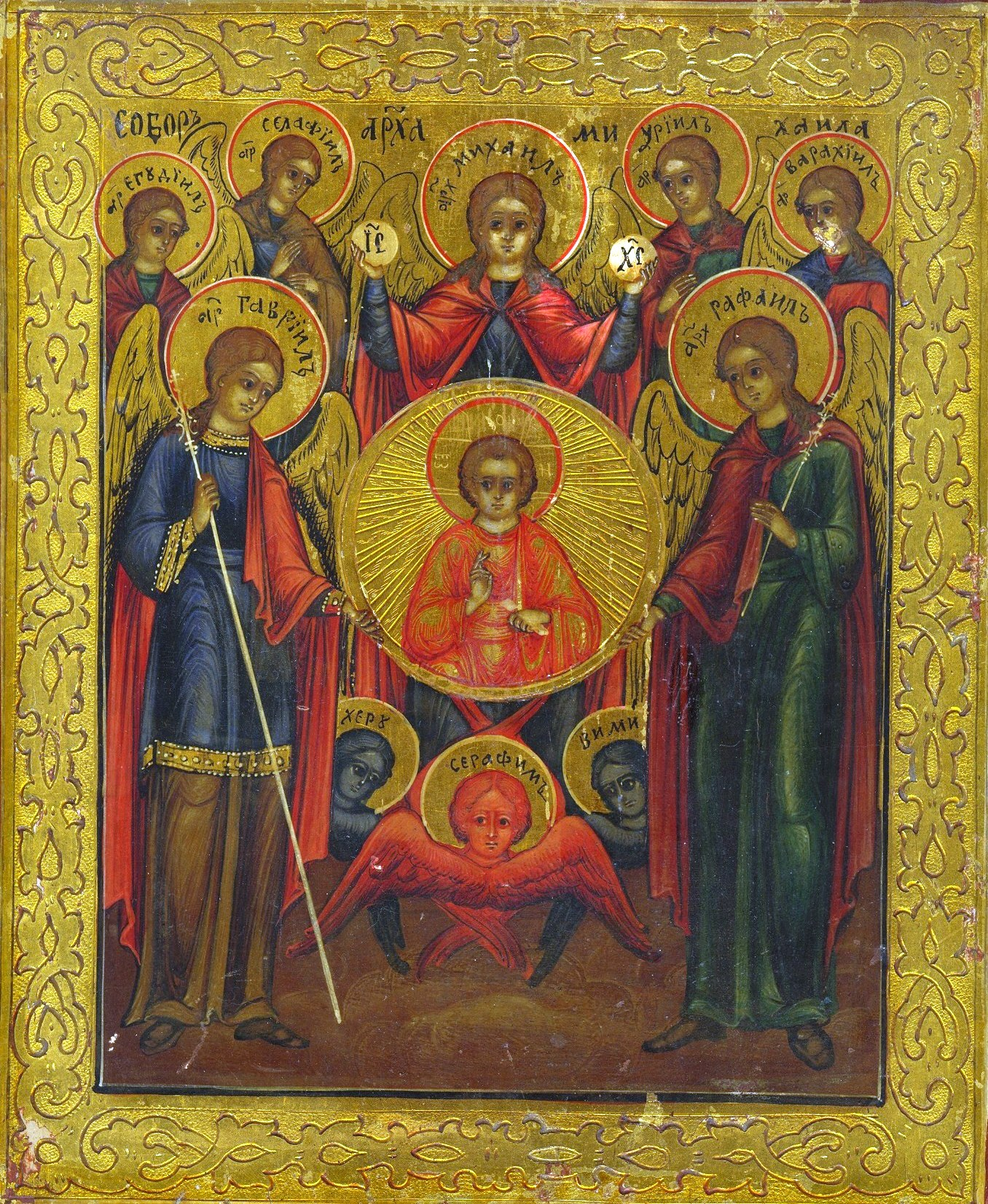
동방 정교회의 일곱 대천사 이콘. 왼쪽에서 오른쪽으로: 예구디엘, 가브리엘, 셀라피엘, 미카엘, 우리엘, 라파엘, 바라키엘.

일곱 대천사(七大天使, Seven Archangels) 체제는 기독교의 오래된 전통에서 비롯된 것이다. 하지만 일곱 대천사에 대해 가장 빨리 언급한 것은 유대교의 경전에 포함되지 않은 《에녹1서》이다. 이 책에 나와 있는 일곱 대천사들의 이름은 이 책의 제20장 〈일곱 대천사의 이름과 임무〉에 기술된 순서대로 나열하면 우리엘 · 라파엘 · 라구엘 · 미카엘 · 사라카엘 · 가브리엘 · 레미엘이다. 이 일곱 대천사는 어전천사(御前天使)라 불리기도 한다.
《에녹1서》에는 일곱 대천사들의 임무에 관해 다음과 같이 적고 있으며, 이 임무들이 하느님(God)에 의해 부여된 것이라고 말하고 있다.
- 우리엘(Uriel)은 세상과 타르타로스를 담당하며,[주해 1] 천둥과 지진을 담당한다.
- 라파엘(Raphael)은 사람들의 영혼을 담당한다.
- 라구엘(Raguel)은 발광체의 세계에 징벌을 내리는 일을 담당한다.[주해 2]
- 미카엘(Michael)은 인류 가운데 가장 발전된 자들을 담당하며,[주해 3] 또한 카오스를 담당한다.
- 사라카엘(Saraqael)은 영 안에서 죄를 지은 영혼들을 담당한다.[주해 4]
- 가브리엘(Gabriel)은 낙원과 뱀들과 케루빔을 담당한다.
- 레미엘(Remiel)은 부활한 자들을 담당한다.[주해 5]

5세기 초에서 6세기 초반, 프세우도 디오니시우스는 미카엘, 가브리엘, 라파엘, 우리엘, 카마엘, 요피엘, 자드키엘에게 대천사의 칭호를 부여하였다.
기독교의 최초의 언급은 교황 그레고리오 1세에 의해서였는데, 미카엘, 가브리엘, 라파엘, 우리엘, 시미엘, 오리피엘, 자카리엘의 이름이 목록에 올려졌다.
전통적으로 동방 정교회에서는 미카엘, 가브리엘, 라파엘, 우리엘, 셀라피엘, 예구디엘 그리고 바라키엘을 공경하고 있다.
가톨릭교회의 또 다른 변종 목록에는 요일마다 그에 상응하는 대천사들의 이름이 있다: 미카엘(일요일), 가브리엘(월요일), 라파엘(화요일), 우리엘(수요일), 셀라피엘(목요일), 주디엘(금요일), 바라키엘(토요일).
물론 이에 대해 다른 견해를 주장하는 책이나 신학자의 의견도 적지 않으며, 시대가 바뀌면서 천사가 바뀌거나 그 역할이 바뀌는 일도 있다. 기본적으론 미카엘과 가브리엘, 라파엘, 우리엘 등 일명 4대 천사에 관해 별다른 말이 없는 반면, 나머지 세 명의 대천사를 거론할 때는 의견이 크게 엇갈린다.
한편 《실낙원》의 저자인 존 밀턴도 영광스러운 천사를 일곱 명으로 생각했으나, 하느님과 동석할 자격이 있는 천사로는 열두 명을 꼽았다. 17세기의 대표적 지식인이었던 밀턴이 꼽은 대표자는 물론 미카엘이었으며, 나머지는 메타트론, 수리엘, 산달폰, 아스탄파에오, 사라카엘, 파누엘, 예호엘, 자그자가엘, 우리엘, 예페피아, 아카트리엘이었다.

## 주해
1. ↑  여기서 말하는 세상은 지상세계를 말하고, 타르타로스는 지하세계, 즉 사후세계를 말한다.
2. ↑  발광체의 세계(the world of the luminaries)라고 할 때, 발광체(luminaries)는 우리 태양계에 속하면서 육안으로 보이는 천체들을 말한다. 발광체의 세계는 이들 천체들에 존재하는 세상을 말한다. 즉, 고대의 일곱 행성의 세계를 말한다. 고대의 일곱 행성은 지구를 제외한 태양 · 달 · 수성 · 금성 · 화성 · 목성 · 토성이다.
3. ↑  '인류 가운데 가장 발전된 자들'의 영어 원문은 'the best part of mankind'인데 직역하면 '인류 가운데 최상의 부분'으로 '인류의 엘리트'를 말한다. 여기서 엘리트는 영적인 측면에서의 엘리트를 뜻하는 것으로 파악되므로, '인류 가운데 가장 발전된 자들'이라고 번역하였다.
4. ↑  '영 안에서 죄를 지은'의 영어 원문은 'who sin in the spirit'이다. 이것은 '영적으로 죄를 지은'으로 의역할 수도 있지만, 〈요한계시록〉 1장을 보면 요한이 '안식일에 영 안에(in the spirit) 있었다'는 표현이 있고, 또한 〈요한복음〉에 '하느님은 영 안에서(in the spirit) 예배되어야 한다'는 표현이 있다. 'in the spirit'은 이러한 다의적인 의미를 가지고 있기 때문에 직역을 사용하였다.
5. ↑  '부활한 자들'의 영어 원문은 'those who rise'이다. rise는 반드시 육체적 부활만을 의미하지는 않는다. 영적 부활, 즉 '영적으로 잠든 상태로부터 깨어난 것'을 뜻하기도 한다.

## 같이 보기
- 차크라
- 고대의 행성
- 소아시아 일곱 교회
- 칠각지